# Laurent Groppi

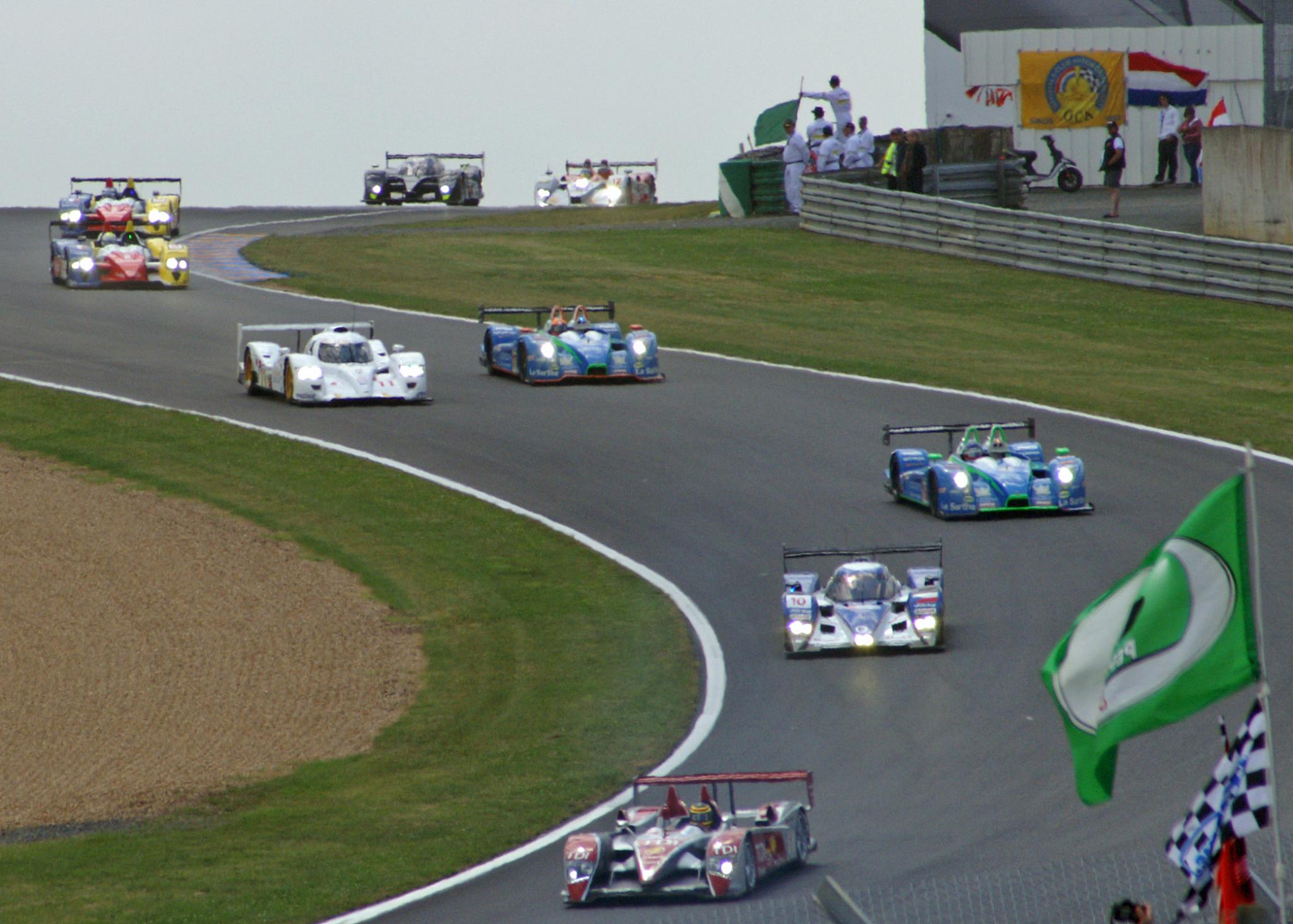
Der Courage-Oreca LC70 (siebtes Fahrzeug) von Loïc Duval, Soheil Ayari und Laurent Groppi beim 24-Stunden-Rennen von Le Mans 2008

Laurent Groppi (* 19. Januar 1983 in Thonon-les-Bains) ist ein ehemaliger französischer Automobilrennfahrer.

## Karriere
Laurent Groppi begann seine Karriere, wie so viele Rennfahrer seiner Generation, im Kartsport. 2002 gewann er die Gesamtwertung der französischen Elite-Kart-Meisterschaft und stieg 2003 in die Campus-France-Formel-Renault-Meisterschaft ein und konnte auch in dieser Rennserie die Gesamtwertung gewinnen. Es folgten drei Jahre in der französischen Formel-Renault-2.0-Serie. 2006 stieg er nach drei Jahren und dem Meistertitel in seiner letzten Saison wieder aus der Serie aus.
2007 wechselte er in den Touren- und Sportwagensport. Er wurde Werksfahrer bei ORECA und mit deren Saleen S7-R Gesamtzweiter in der französischen GT-Meisterschaft. Im selben Jahr gab er mit dem 10. Gesamtrang auch sein Debüt beim 24-Stunden-Rennen von Le Mans. 2009 unterschrieb er einen Vertrag bei Larbre Compétition und fährt – nach einem Jahr in der Le Mans Series – 2010 wieder in der französischen GT-Meisterschaft.

## Statistik

### Le-Mans-Ergebnisse
| Jahr | Team              | Fahrzeug           | Teamkollege   | Teamkollege          | Platzierung | Ausfallgrund |
| ---- | ----------------- | ------------------ | ------------- | -------------------- | ----------- | ------------ |
| 2007 | Team Oreca        | Saleen S7R         | Nicolas Prost | Jean-Philippe Belloc | Rang 10     |              |
| 2008 | Team Oreca Matmut | Courage-Oreca LC70 | Loïc Duval    | Soheil Ayari         | Rang 8      |              |